# May-Britt Kallenrode
May-Britt Kallenrode (* 4. Januar 1962 in Lübeck) ist eine deutsche Physikerin und Präsidentin der Universität Hildesheim.

## Leben
Kallenrode studierte zwischen 1981 und 1987 Physik, Mathematik, Chemie und Meteorologie an der Christian-Albrechts-Universität zu Kiel und schloss ihr Studium 1987 mit ihrer Diplomarbeit in Physik über „Helios-Messungen solarer energetischer Teilchen bei Gammaflares unter Berücksichtigung ausgewählter Teilcheninjektionen“ ab. Anschließend arbeitete sie als wissenschaftliche Mitarbeiterin am Institut für Reine und Angewandte Kernphysik und schloss dort 1989 ihre Promotion und 1994 ihre Habilitation ab. Anschließend lehrte sie weitere zwei Jahre als Privatdozentin bzw. Oberassistentin am gleichen Institut.
1996 erhielt Kallenrode einen Ruf als Professorin für Physik am Fachbereich Umweltwissenschaften der Leuphana Universität Lüneburg. 2000 wechselte sie als Professorin für Umweltphysik/Modellierung an den Fachbereich Physik der Universität Osnabrück, ab 2014 an das Institut für Umweltsystemwissenschaften derselben Universität. Zusätzlich war sie von 2009 bis 2016 Vizepräsidentin für Forschung und Nachwuchsförderung der Universität Osnabrück und zwischen 2009 und 2013 Mitglied der Space Advisory Group der Europäischen Kommission, mit der sie unter anderem Empfehlungen zur Stellung der Weltraumforschung für das EU-Förderungsprogramm Horizont 2020 erarbeitete. Von Oktober 2017 bis 2020 war Kallenrode Präsidentin der Universität Koblenz-Landau. 2018 erhielt sie ein Ehrendoktorat der ukrainischen Nationalen Oles-Hontschar-Universität Dnipro. Im Juli 2020 wurde Kallenrode zur Präsidentin der Universität Hildesheim gewählt. Sie hat das Amt im Januar 2021 angetreten.

## Publikationen (Auswahl)
- Injektion energetischer Teilchen in solaren Flares. Kiel 1989 (Dissertation).
- Stosswellen und energiereiche Teilchen in der inneren Heliosphäre. Kiel 1993 (Habilitation).
- Space Physics. 3. Auflage. Springer, Berlin, Heidelberg 2004, ISBN 3-540-20617-5.
- Rechenmethoden der Physik. 2. Auflage. Springer, Berlin, Heidelberg 2005, ISBN 3-540-21454-2.